# 시사이촌
시사이촌(市西村)은 지바현 이치하라군에 일찍이 존재했던 촌이다. 현재의 이치하라시 북부에 해당한다.

## 역사
- 1889년 4월 1일 - 정촌제 시행에 수반해 이치하라군 시사이촌이 성립하였다.
- 1955년 3월 31일 - 요로촌과 합병해 산와정이 성립하여, 소멸하였다.

## 교통

### 철도
- 고미나토 철도
  - 고미나토 철도선